# Hemchandra Chunder
Hemchandra Chunder (* 1907; † nach 1960) war ein indischer Filmregisseur und -produzent.

## Leben
Sein Filmdebüt hatte er 1931 als Schauspieler bei B. N. Sircars kurzlebiger Filmgesellschaft „International Filmcraft“ in Prafulla Roys Chasher Meye, sein Regiedebüt entstand 1935 in Ko-Regie mit Premankur Atorthy. Chunder war von 1935 bis 1948 bei New Theatres der Haupt-Hindi-Filmregisseur beim Versuch der Eroberung des westindischen Marktes. Seine zweite Regiearbeit Karodpati (1936) gehört zu den bekanntesten Musicals mit dem Schauspieler und Sänger Kundan Lal Saigal. Mit Anath Ashram (1937) gelang Chunder eine der erfolgreichen Verfilmungen bengalischer Literatur im Hindi-Film der 1930er Jahre. In dem von Autor Sailajananda Mukherjee geschriebenen Film über Wiederheirat von Witwen spielte auch Prithviraj Kapoor.
Mit der Schauspielerin Meera Mishra gründete Hemchandra Chunder Ende der 1940er Jahre die Filmgesellschaft „H.M. Prod.“ und war unabhängiger Produzent seiner Filme.

## Filmografie
- 1931: Chasher Meye (Darsteller)
- 1935: Karwan-e-Hayat
- 1936: Karodpati
- 1937: Anath Ashram
- 1939: Jawani Ki Reet/Parajay
- 1941: Pratisruti
- 1942: Saugandh
- 1943: Wapas
- 1944: Meri Bahen
- 1948: Pratibad/Oonch Neech
- 1949: Bishnupriya
- 1952: Chhoti Maa
- 1954: Chitrangada
- 1955: Madh Bhare Nain
- 1955: Teen Bhai
- 1956: Bandhan
- 1958: Manmoyee Girls’ School
- 1960: Natun Fasal